# Твердышев, Яков Борисович
Я́ков Бори́сович Твердышев (1693, Синбирск, Синбирский уезд — 22 июля [2 августа] 1783) — симбирский купец, коллежский асессор (1758 или 1760), потомственный дворянин, совладелец (совместно с братом И. Б. Твердышевым) горных заводов на Урале.

## Биография
Родился в 1693 году. Отец Борис С. Твердышев с 1729 по 1732 год был бурмистром Симбирской ратуши.
С 1745 года совместно с братом И. Б. Твердышевым и компаньоном И. С. Мясниковым участвовал в основании и был совладельцем Воскресенского, Преображенского, Богоявленского, Архангельского, Верхоторского, Катав-Ивановского, Симского, Юрюзань-Ивановского, Белорецкого, Усть-Катавского заводов. После смерти брата (1773 год), не оставившего наследников, и компаньона И. С. Мясникова (в октябре 1780 года) и раздела имущества с дочерьми последнего в 1782 году стал владельцем Воскресенского, Преображенского, Богоявленского, Архангельского и Верхоторского заводов. В команде с братом и компаньоном Твердышев выполнял функцию управляющего директора всеми заводами — контролировал деятельность заводских приказчиков, следил за ходом работ на заводах, состоянием предприятий, заготовкой различных припасов, Иван Борисович и Иван Семёнович занимались коммерческими вопросами. Кроме того, Яков Борисович в 1761 году близ Симбирска купил село Лаишевка, где построил небольшую суконную фабрику и медно-плавительный завод.
В 1773 году после смерти брата фактически стал единоличным управляющим всеми заводами. 5 июня 1774 года во время Крестьянской войны в письме оренбургскому губернатору И. А. Рейнсдорпу указал, что совместно с Иваном Мясниковым в Оренбургской губернии владеет 6 медеплавильными, 5 железоделательными и одним лесопилочным заводом с 7269 крепостными и капиталом в 560 тысяч рублей. Со слов Твердышева, повстанцы полностью разрушили и сожгли Покровский медный завод в октябре 1774 года, Симский завод — в мае 1774 года под командованием Салавата Юлаева; под угрозой уничтожения находились Катавский, Юрюзанский, Усть-Катавский, Воскресенский, Верхоторский, Богоявленский и Архангельский заводы. Твердышев просил у губернатора ввести в сохранившиеся заводы войска для защиты, указывая на выгоды от сохранения заводов в качестве опорных пунктов для подавления волнений в Башкирии. После войны Я. Б. Твердышев и И. С. Мясников получили от казны ссуду в 180 тыс. рублей на восстановление заводов. Все заводы возобновили работу, кроме Покровского, который больше не действовал.
В 1780 году дочери И. С. Мясникова выдали Я. Б. Твердышеву доверенность на управление всеми заводами, но сразу отозвали её, чем вызвали обиду Твердышева, считавшего, что публичный отзыв доверенности подрывает его репутацию, как руководителя. По его мнению, раздел имущества был произведён несправедливо, поэтому он предложил свой вариант раздела и обратился с жалобой к Екатерине II, которая поручила князю В. М. Долгорукову. Окончательный раздел наследства между сёстрами Мясниковыми был произведён уже после смерти Якова Борисовича.
Я. Б. Твердышев скончался 22 июля 1783 года, похоронен на некрополе Симбирского Спасского монастыря. 

## Семья
Яков Борисович Твердышев был женат на Наталье Кузьминичне (урождённая Крашенинникова). В браке родилась дочь Татьяна Яковлевна Твердышева (10.02.1762—17.07.1782, умерла при родах); была замужем за генерал-майором Гавриилом Ильичом Бибиковым.
После смерти Якова Борисовича вдова Наталья Кузьминична продала свою часть наследства зятю, генерал-майору Г. И. Бибикову, который 8 декабря 1783 года перепродал её брату бывшей владелицы оренбургскому купцу Д. К. Крашенинникову. Впоследствии эти сделки были опротестованы дочерьми И. С. Мясникова.
Вдова Наталья Кузьминична после смерти дочери и мужа занялась благотворительностью. Была построена Троицкая церковь в Симбирске.

## Награды и звания
7 мая 1758 года указом Сената Твердышевы и Мясников были освобождены от подушного оклада. В 1760 году за заслуги в развитии горнозаводской промышленности братья Твердышевы были награждены званием потомственного почётного гражданства.